# Казлаускас, Раймондас
Раймондас Казлаускас (лит. Raimondas Kazlauskas; род. 11 августа 1955) — советский литовский легкоатлет, специалист по прыжкам в высоту. Выступал на всесоюзном уровне в конце 1970-х — начале 1980-х годов, чемпион СССР, призёр первенств всесоюзного и республиканского значения. Представлял Вильнюс и спортивное общество «Динамо». Мастер спорта СССР международного класса.

## Биография
Раймондас Казлаускас родился 11 августа 1955 года. Занимался лёгкой атлетикой в Вильнюсе, выступал за Литовскую ССР и физкультурно-спортивное общество «Динамо».
Впервые заявил о себе в прыжках в высоту в сезоне 1977 года, когда с результатом 2,18 одержал победу на домашнем турнире в Вильнюсе.
В 1978 году победил на всесоюзном турнире в Харькове, с личным рекордом 2,24 был лучшим на соревнованиях в Вильнюсе.
В 1979 году взял бронзу на турнире в Вильнюсе, стал бронзовым призёром на чемпионате страны в рамках VII летней Спартакиады народов СССР в Москве.
В 1980 году вновь превзошёл всех соперников в Вильнюсе, повторив личный рекорд 2,24 метра, с результатом 2,21 завоевал золотую награду на чемпионате СССР в Донецке.
В 1981 году отметился победой на всесоюзном старте в Ленинграде, показав результат 2,21 метра.
За выдающиеся спортивные достижения удостоен почётного звания «Мастер спорта СССР международного класса».